# Omega Boost
Omega Boost (japonés: オメガブースト, Hepburn: Omegabūsuto) es un videojuego tridimensional de 1999 perteneciente al género Matamarcianos,  desarrollado por Polyphony Digital para la videoconsola Sony PlayStation.
Los robots que aparecen en el juego fueron diseñados por Shoji Kawamori, famoso por su trabajo en Macross.
El juego fue lanzado ya tarde, en los últimos días de vida de la PlayStation. Se ha dicho que Omega Boost tiene los mejores gráficos en esta consola, con partes del juego corriendo a 60 cuadros por segundo. El juego fue criticado por ser muy corto (Nueve niveles y nueve misiones especiales desbloqueables) y simplista.  Sin embargo, aún es considerado como uno de los mejores juegos de simulación del estilo Mecha jamás producidos y es catalogado por muchos como un juego infravalorado por la escasa comercialización que recibió.

## Argumento
En el pasado, una Inteligencia artificial conocida como AlphaCore coexistió con la raza humana de forma pacífica y silente. Un día, los humanos descubrieron la presencia de AlphaCore y del peligro que esta constituía para la raza humana. Los humanos trataron de destruir a AlphaCore, pero esta se rebeló contra la Humanidad atacándola, dando lugar a una guerra entre máquinas y humanos que se extendió hacia un futuro distante.
En este futuro, los científicos han descubierto una forma de viajar atrás en el tiempo con el objetivo de detener a AlphaCore, sin embargo, la máquina descubre el plan de los humanos y se roba parte de la tecnología utilizada para viajar en el tiempo. El plan de AlphaCore  es viajar hacia al pasado para alterar el funcionamiento de ENIAC, (la primera inteligencia artificial de la cual desciende)  para así hacerse más fuerte en el futuro.
Ante este problema, los científicos crean al Omega Boost, un robot gigantesco capaz de viajar a través del tiempo gracias a su tecnología Direct Drive System (DDS). Lester J. Hemming, un experimentado piloto y uno de los pocos capaces de pilotar al Omega Boost, es reclutado para la operación. el objetivo su misión viajar al pasado hasta el momento de la creación de ENIAC y cambiar uno de sus componentes para que su evolución sea distinta a AlphaCore y así poder destruirla antes de que esta pueda empezar a existir.

## Producción
Las Similitudes entre  Omega Boost y el juego  Panzer Dragoon  de Sega  hicieron correr rumores de que exmiembros del Equipo Team Andromeda, disuelto en 1998, se habían unido a Polyphony Digital. Este rumor resultó ser cierto, cuando se descubrió que uno de los programadores de  Omega Boost era Yuji Yasuhara, ,  que había trabajado en el desarrollo de Panzer Dragoon Zwei.
El Personaje de Lester J. Hemming, el piloto del Omega Boost, fue interpretado por Greg Funk, un ex-actor que ahora se dedica a trabajar como maquillista profesional en la industria del cine.
De los juegos creados por Polyphony Digital, Omega Boost  es el único Matamarcianos, mientras que el resto son simuladores de carreras.

## Audio
La Banda sonora original de Omega Boost fue lanzada al mercado el 19 de julio de 1999.
| Omega Boost Original Soundtrack | Omega Boost Original Soundtrack | Omega Boost Original Soundtrack | Omega Boost Original Soundtrack |
| #                               | Título                          | Compositor                      | Duración                        |
| ------------------------------- | ------------------------------- | ------------------------------- | ------------------------------- |
| 1                               | BOOST I                         | Takafumi Fujisawa               | 0:20                            |
| 2                               | SPLIT THE NEBULA                | CMJK                            |                                 |
| 3                               | RING BUFFER                     | CMJK                            |                                 |
| 4                               | ORBITAL FLIGHT                  | CMJK                            |                                 |
| 5                               | BETA BETA                       | CMJK                            |                                 |
| 6                               | ATTACK IN WAVES                 | CMJK                            |                                 |
| 7                               | GROUND AND THE SKY              | CMJK                            |                                 |
| 8                               | THE ODD LIFE FORCE              | CMJK                            |                                 |
| 9                               | A MEASURING WORM                | CMJK                            |                                 |
| 10                              | BACK TO THE 1946                | CMJK                            |                                 |
| 11                              | SPARK OF DRUM                   | CMJK                            |                                 |
| 12                              | TENSE UP                        | Singo Okumura, Daiki Kasho      |                                 |
| 13                              | PATHAKA                         | CMJK                            |                                 |
| 14                              | BOOST II                        | Takafumi Fujisawa               |                                 |
| 15                              | FIERCE RESISTANCE               | CMJK                            |                                 |
| 16                              | ELIMINATION UP                  | CMJK                            |                                 |
| 17                              | LET'S TIE LIKE A LINE           | CMJK                            |                                 |
| 18                              | Ismeel                          | Dip in the Pool                 |                                 |
| Duración Total: 63:21           |                                 |                                 |                                 |

El álbum tuvo una comercialización muy limitada y es considerado un artículo escaso. Es por ello que los fanáticos han encontrado más fácil extraer las canciones del propio juego. Sin embargo, esto ha generado confusión con los nombres oficiales de las canciones, principalmente porque en el juego estas son llamadas "áreas", en vez de llevar los nombres oficiales otorgados por sus creadores.
Los temas de apertura y clausura del juego varían dependiendo de la versión. La versión japonesa tiene aShade de Feeder como tema de apertura y a Ismeel de Dip in the Pool como tema de clausura. La norteamericana tiene como tema de apertura a Fly de Loudmouth, y de clausura a The Road. La misma también cuenta con el tema Otsegolation de  Static-X, tocado durante la batalla final contra AlphaCore y en la pantalla titular. La versión europea tiene a Dreamer de Cast como tema de apertura y clausura.

## Productos Derivados
La compañía Blue Box Toys creó una serie de figuras de acción de los robots Omega Boost y Beta Boost. Una tercera figura, Herbarcher, era mostrada en los empaques de las primeras mencionadas, pero nunca salió al mercado.